# Spielvereinigung Unterhaching 1992-1993
Questa voce raccoglie le informazioni riguardanti la Spielvereinigung Unterhaching nelle competizioni ufficiali della stagione 1992-1993.

## Stagione
Nella stagione 1992-1993 l'Unterhaching, allenato da Rainer Adrion e Peter Grosser, concluse il campionato di 2. Bundesliga al 18º posto.

## Rosa
| N. |                     | Ruolo | Calciatore         |
| -- | ------------------- | ----- | ------------------ |
| 4  | Germania (bandiera) | D     | Ralf Bucher        |
| 6  | Germania (bandiera) | D     | Jörg Bergen        |
| 14 | Spagna (bandiera)   | A     | Alfonso García     |
| 24 | Croazia (bandiera)  | D     | Ivica Vladimir     |
| 27 | Germania (bandiera) | P     | Peter Sirch        |
|    | Germania (bandiera) | P     | Anton Häfele       |
|    | Germania (bandiera) | P     | Rudolf Vidal       |
|    | Germania (bandiera) | D     | Thomas Beck        |
|    | Germania (bandiera) | D     | Lutz Braun         |
|    | Germania (bandiera) | D     | Karl-Heinz Emig    |
|    | Germania (bandiera) | D     | Reiner Leitl       |
|    | Germania (bandiera) | D     | Josef Pfluger      |
|    | Germania (bandiera) | D     | Dieter Schönberger |

| N. |                     | Ruolo | Calciatore       |
| -- | ------------------- | ----- | ---------------- |
|    | Croazia (bandiera)  | C     | Franko Bogdan    |
|    | Germania (bandiera) | C     | Christian Grusz  |
|    | Germania (bandiera) | C     | Martin Hangl     |
|    | Germania (bandiera) | C     | Robert Loidl     |
|    | Germania (bandiera) | C     | Thomas Renner    |
|    | Germania (bandiera) | C     | Bernd Santl      |
|    | Serbia (bandiera)   | C     | Anđelko Urošević |
|    | Germania (bandiera) | C     | Thomas Zwingel   |
|    | Germania (bandiera) | A     | Sergio Allievi   |
|    | Germania (bandiera) | A     | Helmut Lemberger |
|    | Germania (bandiera) | A     | Alexander Löbe   |
|    | Germania (bandiera) | A     | Thomas Niklaus   |

## Organigramma societario
Area tecnica
- Allenatore: Peter Grosser
- Allenatore in seconda:
- Preparatore dei portieri:
- Preparatori atletici:

## Calciomercato

### Sessione estiva
| Acquisti | Acquisti           | Acquisti            | Acquisti |
| R.       | Nome               | da                  | Modalità |
| -------- | ------------------ | ------------------- | -------- |
| A        | Sergio Allievi     | Dinamo Dresda       |          |
| D        | Lutz Braun         | Vikt. Aschaffenburg |          |
| A        | Alexander Löbe     | Hallescher          |          |
| C        | Thomas Renner      | Waldhof Mannheim    |          |
| D        | Dieter Schönberger | Bayern Monaco II    |          |
| C        | Anđelko Urošević   | Havelse             |          |

| Cessioni | Cessioni          | Cessioni          | Cessioni |
| R.       | Nome              | a                 | Modalità |
| -------- | ----------------- | ----------------- | -------- |
| C        | Matthias Hamann   | Eintracht Treviri |          |
| A        | Egbert Zimmermann | Eintracht Treviri |          |

### Sessione invernale
| Acquisti | Acquisti | Acquisti | Acquisti |
| R.       | Nome     | da       | Modalità |
| -------- | -------- | -------- | -------- |

| Cessioni | Cessioni | Cessioni | Cessioni |
| R.       | Nome     | a        | Modalità |
| -------- | -------- | -------- | -------- |

## Risultati

### 2. Bundesliga

#### Girone di andata
| Arbitro: | Boos |

|            |           |                         |
| García 68’ | Marcatori | 51’ Raab 53’ Holetschek |

| Arbitro: | Merk |

|               |           |  |
| Nachtweih 52’ | Marcatori |  |

| Arbitro: | Hauer |

|  |           |            |
|  | Marcatori | 74’ Kasalo |

| Arbitro: | Kuhne |

|                                       |           |  |
| Nijhuis 8’ Tarnat 12’ Preetz 26’, 72’ | Marcatori |  |

| Arbitro: | Theobald |

|               |           |                                |
| Lemberger 58’ | Marcatori | 21’ Menke 45’ Bujan 76’ Thoben |

| Arbitro: | Schäfer |

|                 |           |          |
| Hubner 81’, 86’ | Marcatori | 64’ Löbe |

| Arbitro: | Best |

|            |           |                   |
| Bergen 27’ | Marcatori | 37’ Schwinkendorf |

| Arbitro: | Ziller |

|                                        |           |                       |
| Gries 14’, 84’ Feinbier 20’ Basler 72’ | Marcatori | 89’ (aut.) Zimmermann |

| Arbitro: | Heynemann |

|                                       |           |         |
| Urošević 14’ Renner 21’, 44’ Löbe 60’ | Marcatori | 6’ Weiß |

| Arbitro: | Willems |

|                                              |           |                        |
| Aden 34’ Löchelt 35’ Probst 63’ Mahjoubi 86’ | Marcatori | 11’ Pfluger 80’ Bergen |

| Lipsia 25 agosto 1992, ore 19:30 CEST 11ª giornata                                  | Unterhaching | 4 – 1 referto | VfB Lipsia | Zentralstadion (2 500 spett.) |
| \| \| \| \| \| Leitl 26’ Bergen 49’ Lemberger 86’, 89’ \| Marcatori \| 9’ Hobsch \| |              |               |            |                               |
|                                                                                     |              |               |            |                               |
| Leitl 26’ Bergen 49’ Lemberger 86’, 89’                                             | Marcatori    | 9’ Hobsch     |            |                               |

| Wuppertal 28 agosto 1992, ore 19:30 CEST 12ª giornata | Wuppertal  | 0 – 0 referto | Unterhaching | Stadion am Zoo (6 500 spett.)\| Arbitro: \| Wippermann \| |
| Arbitro:                                              | Wippermann |               |              |                                                           |

| Arbitro: | Frey |

|            |           |  |
| García 59’ | Marcatori |  |

| Arbitro: | Kiefer |

|  |           |                                  |
|  | Marcatori | 10’ Breitenreiter 15’ Schjønberg |

| Arbitro: | Osmers |

|                                                      |           |            |
| Persigehl 11’ Schmidt 37’ Chałaśkiewicz 84’ Wahl 86’ | Marcatori | 33’ Bergen |

| Arbitro: | Lange |

|                      |           |  |
| García 18’ Leitl 48’ | Marcatori |  |

| Arbitro: | Assenmacher |

|             |           |           |
| Sievers 21’ | Marcatori | 23’ Hangl |

| Arbitro: | Löwer |

|                                     |           |  |
| Lemberger 41’ Zwingel 71’ Leitl 78’ | Marcatori |  |

| Arbitro: | Brandauer |

|                             |           |            |
| Bobic 63’ Epp 68’ Shala 90’ | Marcatori | 19’ García |

| Arbitro: | Merk |

|                      |           |                     |
| García 86’ Hangl 87’ | Marcatori | 46’ Spies 76’ Braun |

| Arbitro: | Gläser |

|                                                |           |             |
| Frąckiewicz 47’, 72’ Reich 68’ Schwerinski 75’ | Marcatori | 22’ Niklaus |

| Arbitro: | Wittke |

|  |           |                        |
|  | Marcatori | 73’ Schweizer 83’ Boer |

| Arbitro: | Harder |

|  |           |                                       |
|  | Marcatori | 14’ Zwingel 84’ Lemberger 89’ Allievi |

#### Girone di ritorno
| Arbitro: | Mölm |

|           |           |           |
| Weber 48’ | Marcatori | 43’ Braun |

| Arbitro: | Fröhlich |

|                         |           |                          |
| Lemberger 51’ Leitl 81’ | Marcatori | 17’ Petrenko 67’ Freiler |

| Magonza 6 febbraio 1993, ore 14:30 CET 26ª giornata | Magonza | 0 – 0 referto | Unterhaching | Stadion am Bruchweg (2 800 spett.)\| Arbitro: \| Prengel \| |
| Arbitro:                                            | Prengel |               |              |                                                             |

| Arbitro: | Fleske |

|                          |           |             |
| Bergen 15’ Lemberger 32’ | Marcatori | 69’ Wegmann |

| Arbitro: | Funken |

|  |           |            |
|  | Marcatori | 37’ Bergen |

| Arbitro: | Domurat |

|             |           |  |
| Allievi 88’ | Marcatori |  |

| Arbitro: | Werthmann |

|                                                 |           |               |
| Dammann 11’ Santl 17’ (aut.) Zwingel 45’ (aut.) | Marcatori | 29’ Lemberger |

| Arbitro: | Willems |

|                          |           |           |
| Lemberger 22’ Bergen 42’ | Marcatori | 75’ Gezen |

| Arbitro: | Pohlmann |

|                |           |                           |
| Baerhausen 27’ | Marcatori | 51’ García 78’, 90’ Leitl |

| Unterhaching 28 marzo 1993, ore 15:00 CET 33ª giornata | Unterhaching | 0 – 0 referto | Eintracht Braunschweig | Stadion am Sportpark (3 000 spett.)\| Arbitro: \| Zerr \| |
| Arbitro:                                               | Zerr         |               |                        |                                                           |

| Arbitro: | Aust |

|                        |           |             |
| Rische 72’ Lindner 90’ | Marcatori | 85’ Allievi |

| Unterhaching 12 aprile 1993, ore 15:00 CEST 35ª giornata | Unterhaching | 0 – 0 referto | Wuppertal | Stadion am Sportpark (3 500 spett.)\| Arbitro: \| Leimert \| |
| Arbitro:                                                 | Leimert      |               |           |                                                              |

| Arbitro: | Jansen |

|                        |           |  |
| Deffke 27’ Lottner 90’ | Marcatori |  |

| Arbitro: | Brandt-Chollé |

|                |           |            |
| Sundermann 29’ | Marcatori | 55’ Bogdan |

| Arbitro: | Kuhne |

|                          |           |  |
| García 71’ Lemberger 90’ | Marcatori |  |

| Arbitro: | Theobald |

|                         |           |  |
| Albertz 3’ Breitzke 31’ | Marcatori |  |

| Arbitro: | Müller |

|             |           |            |
| Allievi 63’ | Marcatori | 62’ Balzis |

| Arbitro: | Werthmann |

|  |           |          |
|  | Marcatori | 13’ Löbe |

| Arbitro: | Schmidt |

|                      |           |  |
| Löbe 43’ Allievi 73’ | Marcatori |  |

| Arbitro: | Kemmling |

|                                         |           |               |
| Spies 38’, 76’ Rraklli 40’ Seeliger 88’ | Marcatori | 46’, 53’ Löbe |

| Unterhaching 25 maggio 1993, ore 19:30 CEST 44ª giornata | Unterhaching | 0 – 0 referto | Wolfsburg | Stadion am Sportpark (7 000 spett.)\| Arbitro: \| Wippermann \| |
| Arbitro:                                                 | Wippermann   |               |           |                                                                 |

| Arbitro: | Lange |

|                                   |           |               |
| Wienhold 32’, 55’, 72’ Illing 43’ | Marcatori | 49’, 85’ Löbe |

| Arbitro: | Fux |

|                                   |           |  |
| Löbe 15’ Lemberger 57’ García 75’ | Marcatori |  |

## Statistiche

### Statistiche di squadra
| Competizione  | Punti | In casa | In casa | In casa | In casa | In casa | In casa | In trasferta | In trasferta | In trasferta | In trasferta | In trasferta | In trasferta | Totale | Totale | Totale | Totale | Totale | Totale | DR |
| Competizione  | Punti | G       | V       | N       | P       | Gf      | Gs      | G            | V            | N            | P            | Gf           | Gs           | G      | V      | N      | P      | Gf     | Gs     | DR |
| ------------- | ----- | ------- | ------- | ------- | ------- | ------- | ------- | ------------ | ------------ | ------------ | ------------ | ------------ | ------------ | ------ | ------ | ------ | ------ | ------ | ------ | -- |
| 2. Bundesliga | 42    | 23      | 11      | 7       | 5       | 34      | 20      | 23           | 4            | 5            | 14           | 24           | 47           | 46     | 15     | 12     | 19     | 58     | 67     | -9 |
| Totale        | 42    | 23      | 11      | 7       | 5       | 34      | 20      | 23           | 4            | 5            | 14           | 24           | 47           | 46     | 15     | 12     | 19     | 58     | 67     | -9 |

### Andamento in campionato
| Giornata  | 1  | 2  | 3  | 4  | 5  | 6  | 7  | 8  | 9  | 10 | 11 | 12 | 13 | 14 | 15 | 16 | 17 | 18 | 19 | 20 | 21 | 22 | 23 | 24 | 25 | 26 | 27 | 28 | 29 | 30 | 31 | 32 | 33 | 34 | 35 | 36 | 37 | 38 | 39 | 40 | 41 | 42 | 43 | 44 | 45 | 46 |
| --------- | -- | -- | -- | -- | -- | -- | -- | -- | -- | -- | -- | -- | -- | -- | -- | -- | -- | -- | -- | -- | -- | -- | -- | -- | -- | -- | -- | -- | -- | -- | -- | -- | -- | -- | -- | -- | -- | -- | -- | -- | -- | -- | -- | -- | -- | -- |
| Luogo     | C  | T  | C  | T  | C  | T  | C  | T  | C  | T  | C  | T  | C  | C  | T  | C  | T  | C  | T  | C  | T  | C  | T  | T  | C  | T  | C  | T  | C  | T  | C  | T  | C  | T  | C  | T  | T  | C  | T  | C  | T  | C  | T  | C  | T  | C  |
| Risultato | P  | P  | P  | P  | P  | P  | N  | P  | V  | P  | V  | N  | V  | P  | P  | V  | N  | V  | P  | N  | P  | P  | V  | N  | N  | N  | V  | V  | V  | P  | V  | V  | N  | P  | N  | P  | N  | V  | P  | N  | V  | V  | P  | N  | P  | V  |
| Posizione | 18 | 22 | 24 | 24 | 24 | 24 | 24 | 24 | 24 | 24 | 22 | 22 | 21 | 22 | 23 | 22 | 22 | 20 | 22 | 22 | 23 | 23 | 22 | 23 | 23 | 23 | 22 | 20 | 20 | 20 | 20 | 19 | 18 | 18 | 18 | 19 | 19 | 18 | 19 | 19 | 18 | 17 | 17 | 18 | 19 | 18 |

Legenda:

Luogo: C = Casa; T = Trasferta. Risultato: V = Vittoria; N = Pareggio; P = Sconfitta.

### Statistiche dei giocatori
| S. Allievi     | 26 | 5  | 1  | 0 |
| T. Beck        | 18 | 0  | 2  | 0 |
| J. Bergen      | 42 | 7  | 4  | 0 |
| F. Bogdan      | 38 | 1  | 5  | 0 |
| L. Braun       | 19 | 1  | 2  | 0 |
| R. Bucher      | 32 | 0  | 2  | 0 |
| K. Emig        | 45 | 0  | 8  | 0 |
| A. García      | 33 | 8  | 4  | 0 |
| C. Grusz       | 6  | 0  | 0  | 0 |
| M. Hangl       | 14 | 2  | 2  | 0 |
| A. Häfele      | 43 | 0  | 0  | 0 |
| R. Leitl       | 28 | 6  | 4  | 0 |
| H. Lemberger   | 41 | 11 | 11 | 0 |
| R. Loidl       | 1  | 0  | 0  | 0 |
| A. Löbe        | 24 | 9  | 3  | 0 |
| T. Niklaus     | 18 | 1  | 3  | 0 |
| J. Pfluger     | 29 | 1  | 0  | 1 |
| T. Renner      | 9  | 2  | 0  | 0 |
| B. Santl       | 26 | 0  | 4  | 0 |
| D. Schönberger | 5  | 0  | 0  | 0 |
| P. Sirch       | 4  | 0  | 0  | 0 |
| A. Urošević    | 37 | 1  | 7  | 0 |
| R. Vidal       | 0  | 0  | 0  | 0 |
| I. Vladimir    | 29 | 0  | 7  | 1 |
| T. Zwingel     | 29 | 2  | 3  | 0 |